# فلاديمير ميدفيد
فلاديمير ميدفيد (بالروسية: Медведь, Владимир Сергеевич)‏ هو لاعب كرة قدم بيلاروسي في مركز الوسط، ولد في 4 نوفمبر 1999 في مينسك في بيلاروس. لعب مع دينامو برست وروتور فولغوغراد وكريليا سوفيتوف سامارا ونادي روستوف ونادي سلافيا-موزير ونادي سلوتسك ونادي نافتان نوفوبولوتسك.

## وصلات خارجية
- فلاديمير ميدفيد على موقع قاعدة بيانات كرة القدم.إي يو (الإنجليزية)
- فلاديمير ميدفيد على موقع Soccerway.com (الإنجليزية)
- فلاديمير ميدفيد على موقع عالم كرة القدم.نت (الإنجليزية)